# Parafia św. Marcina z Tours w Starym Gostyniu
Parafia św. Marcina z Tours w Starym Gostyniu – parafia rzymskokatolicka, znajdująca się w archidiecezji poznańskiej, w dekanacie gostyńskim.